# Svedala distrikt
Svedala distrikt är ett distrikt i Svedala kommun och Skåne län. 
Distriktet ligger i och omkring Svedala.

## Tidigare administrativ tillhörighet
Distriktet inrättades 2016 och utgörs av en del av området Svedala köping omfattade till 1971, delen köpingen omfattade före 1967 och som före 1950 utgjort huvuddelen (före 1919 hela) Svedala socken.
Området motsvarar den omfattning Svedala församling hade 1999/2000.